# Stadio Leonardo Garilli
Das Stadio Leonardo Garilli ist ein Fußballstadion mit Leichtathletikanlage in der emilianischen Stadt Piacenza. Es ist die sportliche Heimat des Fußballvereins Piacenza Calcio 1919.

## Geschichte
Das Stadion wurde 1969 unter dem Namen Stadio Galleana eröffnet und hatte ca. 16.000 Plätze. Das erste Spiel fand am 31. August 1969 zwischen dem Piacenza FC und der AC Turin statt. Das Pokalspiel der Spielzeit 1969/70 endete 1:1 unentschieden. Drei Wochen später wurde die Spielstätte beim Ligaspiel zwischen Piacenza und der AC Perugia feierlich eröffnet.
Im Jahr 1993 stieg Piacenza in die Serie A auf. Aufgrund dessen wurde das Stadion renoviert und um Stahlrohrtribünen in den Kurven erweitert, sodass die Kapazität auf 21.668 Plätze erhöht wurde, da Stadien in der ersten italienischen Liga mindestens 20.000 Plätze aufweisen müssen. Im Januar 1997 benannte man das Stadion zu Ehren des kurz zuvor verstorbenen Vereinspräsidenten Leonardo Garilli in Stadio Leonardo Garilli um.
Nach schweren Krawallen am 2. Februar 2007 bei dem Spiel Catania Calcio gegen US Palermo, bei dem der Polizist Filippo Raciti ums Leben kam, wurden strengere Vorschriften (Decreto Legge Amato) in den Stadien erlassen.
Ab 2014/15 spielte neben Piacenza Calcio 1919 auch der Stadtrivale AS Pro Piacenza 1919 im Stadio Leonardo Garilli, um nach einem Aufstieg in die Lega Pro den erhöhten Stadionanforderungen zu genügen. Die AS Pro Piacenza 1919 wurde jedoch in der Spielzeit 2018/19 durch den Italienischen Fußballverband vom Spielbetrieb ausgeschlossen. Seitdem ist Piacenza Calcio 1919 der alleinige Nutzer des Stadions.
Feralpisalò stieg in die Serie B 2023/24 auf. Das Stadio Lino Turina bietet nur 2300 Plätze und genügt nicht den Anforderungen der Liga, daher spielt der Club in Piacenza.

## Verkehrsanbindung
Das Stadiongelände befindet sich im Süden der Stadt Piacenza an der als Südumfahrung dienenden Tangenziale, von der aus die A1 und A21 zu erreichen sind. Auch die Staatsstraßen SS9 und SS45 sowie die Provinzstraßen SP6, SP10, SP28 und SP654 sind über die Tangenziale zu erreichen. Im städtischen Omnibusnetz wird die Haltestelle Parcheggio Stadio Garilli von der Linie 8 bedient, die das Stadion mit der Innenstadt und dem Bahnhof Piacenzas verbindet, und der Linie NS, die als Shuttlebetrieb zwischen dem Stadion und der Innenstadt pendelt.

## Länderspiele
Das erste und bisher einzige Länderspiel der Italienischen Nationalmannschaft fand während Piacenzas erfolgreichster Phase statt, als der Verein zwischen 1993 und 2003 insgesamt acht Spielzeiten in der Serie A aktiv war. Am 5. September 2001 empfang Italien vor 19.000 Zuschauern die Nationalmannschaft Marokkos im Rahmen eines Freundschaftsspiels und gewann dank eines Treffers von Damiano Tommasi mit 1:0.
Darüber hinaus gewann die Italienische U21-Nationalmannschaft am 2. Dezember 1987 in Piacenza ein Qualifikationsspiel zur U21-EM 1988 gegen Portugal mit 6:0 dank dreier Treffer von Nicola Berti sowie je einem Treffer von Silvano Benedetti, Paolo Maldini und Ruggiero Rizzitelli. Im Oktober 2013 fand zudem ein inoffizielles Testspiel zwischen Piacenza und der U21-Auswahl statt, das die Azzurini mit 4:2 für sich entschieden.
Offizielle Länderspiele der A-Nationalmannschaft
| Datum        | Gegner  | Ergebnis  | Anlass             | Zuschauer | Torschützen           |
| ------------ | ------- | --------- | ------------------ | --------- | --------------------- |
| 5. Sep. 2001 | Marokko | 1:0 (1:0) | Freundschaftsspiel | 19.000    | Damiano Tommasi (18.) |